# ブレノ・ロドリゲス・ボルジェス
ブレーノ (Breno) こと、ブレノ・ヴィニシウス・ロドリゲス・ボルジェス（Breno Vinicius Rodrigues Borges、1989年10月13日 - ）は、ブラジルサンパウロ州クルゼイロ出身のサッカー選手。CRヴァスコ・ダ・ガマ所属。ポジションはディフェンダー。

## 経歴
足元の高いテクニック、クレバーなカバーリング能力と冷静な判断力が特徴のセンターバック。
2007年に17歳でサンパウロFCのトップデビューを果たすと、2008年からはドイツの強豪バイエルン・ミュンヘンへと移籍している。しかし出場機会を得られず、2010年1月、アンドレアス・オットルと共に1.FCニュルンベルクにレンタル移籍した。ニュルンベルクではレギュラーとして7試合に出場したが、3月に右膝の靭帯と半月板を損傷した。バイエルン復帰後も怪我の後遺症もありレギュラー獲得には至らず。
その後、後述の不祥事により服役。模範的であったことから仮釈放され一時期はバイエルンミュンヘンのユースチームでコーチを務め2015年にブラジルに帰国、2021年1月にCRヴァスコ・ダ・ガマを退団後は無所属。

## 不祥事
2011年9月19日、ブレーノは自宅への放火の疑いで逮捕された。クラブの尽力もあり10月に保釈されたものの、ブレーノ本人が犯行を認めたこともあり、2012年7月4日ミュンヘン州の裁判所より懲役3年9ヶ月の判決を受け服役することとなった。
なお上記の放火罪以外にも数度問題行動をとったことがあり、主なものを列挙する。
- 2008年5月21日のオリバー・カーンの引退試合となったモフン・バガン・スーパー・ジャイアント（インド）戦で、相手選手からスライディングタックルを受け、これに激怒したブレーノはローキックをお見舞いした。なおこの乱闘騒ぎで両者一発退場を受けている。
- 2012年1月、自身のTwitterで「不当に扱われている」とクラブ批判とも取れるツィートを残した。サンパウロFCへの移籍を希望したものの受け入れられなかったこと、そしてその後も戦力外同然の扱いが続いていたための不満からの行動であった。直後に謝罪したことから、クラブからの罰金等は科されなかった。

## タイトル

### クラブ
サンパウロ
- カンピオナート・ブラジレイロ・セリエA : 2007

バイエルン・ミュンヘン
- ブンデスリーガ : 2007-08
- DFBポカール : 2007-08

### 代表
U-23ブラジル代表
- オリンピックサッカー銅メダル : 2008